# Sinopoda altissima
Sinopoda altissima là một loài nhện trong họ Sparassidae. Loài này được phát hiện ở Trung Quốc.